# Нестор (Анисимов)
Митрополи́т Не́стор (в миру Никола́й Алекса́ндрович Ани́симов; 9 ноября 1885, Вятка — 4 ноября 1962, Москва) — епископ Русской православной церкви, митрополит Кировоградский и Николаевский. Миссионер на Камчатке.

## Биография

### Детские и юношеские годы
Родился в 1885 году в Вятке в семье военного чиновника Свияжского полка, статского советника Александра Александровича Анисимова и Антонины Евлампиевны, дочери протоиерея, настоятеля церкви вятского Ахтырского кладбища.
Наиболее сильное религиозное потрясение ожидало Николая Анисимова летом 1904 года. После перехода в выпускной класс Казанского реального училища Николай, как обычно, приехал с семьёй на каникулы к бабушке в Вятку. Тяжело заболела его мама. Болезнь печени, по мнению медиков, была неизлечимой: «Мы сделали всё, что могли, пусть Всемогущий сделает больше, так как врач лечит, а Господь излечивает». В это время по милости Божией в Вятку приехал протоиерей Иоанн Сергиев, которого уже в то время народ называл «Всероссийским батюшкой Кронштадтским». На встречу приехало огромное количество богомольцев из ближайших уездных городов и деревень. С трудом Николаю удалось пробиться через толпу к батюшке. Волнуясь, он сообщил отцу Иоанну о смертельной болезни матери. Батюшка спросил её имя, перекрестился и сказал: «Дай Бог ей здоровья!». Тем не менее, состояние больной ухудшалось, и близкие с минуты на минуту ожидали её кончины. Спустя некоторое время Николаю сообщили, что отец Иоанн направляется в их дом. «Ну, вот видишь, я приехал к твоей маме. Будем молиться, и Господь Бог вернёт ей здоровье!» — сказал он Николаю.
К началу молебна верующие заполнили не только зал, в который на кровати вынесли больную, но и прилегающие к нему комнаты, двор и улицу. В воспоминаниях владыка Нестор писал: «Отец Иоанн положил ей на голову свой наперсный крест, прочитал молитву и пригласил всех нас молиться о болящей, а у отца осведомился, чем больна мама. Затем, встав на колени перед столиком с Евангелием и крестом, отец Иоанн громогласно, дерзновенно просил Бога исцелить болящую.
— Ради её детей, Господи, — возглашал он, — яви Твою Божественную милость, пощади рабу Твою Антонину, верни ей жизненные силы и здоровье, прости ей все грехи и немощи! Ты, Господи, обещал просящим исполнить и дать просимое. Услыши же нас, Тебя молящих, и даруй здоровье болящей рабе Твоей Антонине!
Отец Иоанн произносил эти слова, обращённые к Богу, с совершенной уверенностью в милости Всевышнего. По окончании молебна он снова подошёл к матери, благословил её и сказал твёрдо, повелительным тоном:
— Сейчас же позвать священника, он причастит больную, и она с Божией помощью будет здорова!
…Когда мы, домашние, проводив отца Иоанна, вернулись к маме, она лежала как преображенная. Кто-то из нас спросил, сознаёт ли она, что сейчас произошло. Мама чуть слышно прошептала: „Оставьте меня одну!..“.
Мы выполнили её просьбу, к тому же пришёл вызванный мной священник. Мы простились с мамой и вышли, а когда после её исповеди вернулись к причастию, увидели с радостью, что она сидит на кровати, а после приобщения Святых Тайн мама спокойно встала. На следующий день она уже не ложилась и быстро начала поправляться. После этого знаменательного для всей нашей семьи события мама прожила ещё около тридцати четырёх лет… Во мне же, юноше, случай плодотворной силы веры и молитвы ускорил процесс духовного роста, укрепил стремление посвятить свою жизнь Богу и служению на пользу страждущим».
Окончил Казанское реальное училище (1905), миссионерские курсы при Казанской духовной академии по калмыцко-монгольскому отделению.

### Камчатский миссионер
Был послушником Казанского Спасского монастыря. 17 апреля 1907 года пострижен в монашество с именем Нестор в честь Святого преподобного Нестора Летописца, 6 мая 1907 года рукоположён во иеродиакона, 9 мая 1907 года — во иеромонаха.
С мая 1907 года настоятель Спасского храма в городе Гижигинск Приморской области, миссионер 11-го благочиннического округа, начальник Корякской духовной миссии. Лечил и обучал грамоте местных жителей грамоте, прививал им навыки гигиены. Написал «Молитву на лов рыбы, на освящение рыбы, рыбных снастей и мрежей», утверждённую Святейшим Синодом в 1910 году.
Выдвинул проект создания Камчатского православного братства, которое должно было заняться материальным обеспечением миссионерской и просветительской деятельности в регионе. В начале 1910 года, получив благословение правящего архиерея, владыки Евсевия (Никольского), отправился в Петербург, где его проект был негативно встречен обер-прокурором Святейшего Синода С. М. Лукьяновым. Проявив энергию и инициативу, смог заручиться поддержкой императора Николая II, императрицы Александры Фёдоровны и вдовствующей императрицы Марии Фёдоровны, а также депутатов Государственной думы. В результате Камчатское православное братство под официальным покровительством цесаревича Алексея Николаевича было открыто уже в сентябре 1910 года — с центром во Владивостоке и отделениями в Петербурге, Москве, Киеве и других городах.
В 1910—1917 годы на средства братства на Камчатке были построены десятки учреждений: церкви, часовни, школы, приюты, больницы, лепрозорий и амбулатории. Деревянные здания строились во Владивостоке, а затем в разобранном виде сплавлялись на пароходах на Камчатку, где собирались. На братские средства была организована община сестёр милосердия. В Петропавловске при содействии братства были открыты второклассная учительская школа и высшее начальное училище.
Изучил корякский и, отчасти, тунгусский языки, перевёл на корякский язык Божественную литургию, частично Евангелие, составил словарь и разговорные вопросы и ответы. На тунгусский язык перевёл молитву Господню «Отче наш», заповеди Моисея и заповеди Блаженства. Многие называли его «Апостолом Камчатки».
С 1912 года начальник Камчатской духовной миссии, член Петропавловского отделения Владивостокского епархиального училищного совета.
В 1914 году возведён в сан игумена.

### В годы Первой мировой войны
В 1914 году добровольно отправился на фронт Первой мировой войны в качестве священника лейб-гвардии Драгунского полка, организовал санитарный отряд «Первая помощь под огнём врага» и руководил им на передовых позициях. Во время одного из боёв участвовал в наступлении с крестом в руке под сильным огнём противника. Был награждён наперсным крестом на Георгиевской ленте, орденами Святого Владимира III степени с мечами, Святой Анны II и III степеней с мечами. С 1915 года — архимандрит, был отозван с фронта и продолжил свою миссию на Камчатке.
В августе 1916 года император Николай II утвердил доклад Святейшего синода об учреждении кафедры викарного епископа в Камчатской области и назначении архимандрита Нестора епископом Петропавловским, викарием Владивостокской епархии.
16 октября 1916 года рукоположён во Владивостоке во епископа Камчатского и Петропавловского.

### Деятельность в годы революции и гражданской войны
В 1917—1918 годах член Поместного собора Православной российской церкви, участвовал во всех трёх сессиях, член Комиссии по фотографированию и описанию повреждений Кремля, II, III, V, IX, XI отделов. Во время боёв в Москве между большевиками и юнкерами оказывал помощь раненым на московских улицах. Написал брошюру «Расстрел Московского Кремля», содержавшую описание ущерба, нанесённого Кремлю вооружёнными красногвардейцами во время революционных событий 1917 года.
В ночь на 16 февраля (1 марта) 1918 года отрядом красноармейцев был арестован в Москве без предъявления обвинения и помещён в Александровское военное училище, затем переведён в Таганскую тюрьму. Однако начальник тюрьмы отказался принять архиерея. 2 марта Поместный собор в своей специальной резолюции выразил «глубочайшее негодование по случаю насилия над Церковью», потребовал «немедленного освобождения Преосвященного узника» и решил оповестить жителей Москвы об аресте владыки. Вечером 2 марта епископ Нестор был переведён из тюрьмы в Новоспасский монастырь, где пребывал со 2 по 25 марта под домашним арестом. Об том писала газета «Утро России»: «Грязная, узкая лестница в самом заднем углу монастырского двора ведет в келью епископа, похожую на дешевенький номер грязного постоялого двора. На обитой какой то дерюгой двери сделана от руки „визитная карточка“: „Епископ Нестор Камчатский, заключенный“. В комнате всей мебели только маленький кухонный столик, клеенчатый диван и в углу икона. „Тяжело, тоскливо, — говорит епископ Нестор. — Тяжело то, что пришлось перенести, и не менее угнетает и то, что приходится переносить теперь: угнетает бездействие, лишение возможности работать. Пришлось оставить научные занятия, бросить на произвол судьбы коллекции с Камчатки. Скучаю по соборной работе. Большое лишение для меня и то, что я не могу больше проповедовать. Уста замкнуты. Правда, мне здесь разрешено совершать богослужение, но живого общения с верующими я лишён. Немыслимо что-нибудь говорить теперь, в моем положении подследственного арестанта“. — „Что вы считаете причиной ареста?“ — „Причин нет. Я не политик, я всего только церковник, болевший душою об унижении Церкви и не скрывавший этого“». 12 (25) марта владыка был освобождён полностью и принял участие в дальнейшей работе Поместного собора.
В 1918 году покинул Москву, выехал в Петроград, а оттуда в Киев, с посланием Патриарха Тихона к митрополиту Антонию (Храповицкому) и к Патриархам Александрийскому и Иерусалимскому. Передал генералу Келлеру шейную икону Божией Матери «Державную» и просфору от патриарха Тихона. После расстрела Келлера петлюровцами нашёл его тело и тела расстрелянных вместе с ним офицеров в морге анатомического театра и похоронил их под чужими именами в Покровском монастыре.
В 1919 году после кругосветного путешествия возвратился на Камчатку, в сентябре прибыл в Омск, где неоднократно заявлял в интервью сибирским газетам о переданном им Верховному правителю России адмиралу Колчаку и православным жителям Сибири «благословение Патриарха Тихона с призывом объединяться против большевиков и копию чудотворного образа Святителя Николая с кремлёвских ворот». Активно поддерживал Белое движение, выступал с проповедями в православных храмах Омска и других сибирских городов, призывая к «крестовому походу» против большевизма.

### Эмигрант
В конце 1919 года выехал на Камчатку, в 1920 году после утверждения в Петропавловске советской власти переехал в японский город Цуруга. В Харбине встречал тела алапаевских мучеников, вывозимых из России в Пекин. В 1921 году создал Камчатское подворье в Харбине, где организовал Дом милосердия и трудолюбия. Летом 1921 года во Владивостоке при его поддержке возникла первая монархическая организация «Царь и народ» (позднее «Вера, царь и народ»). В 1922 году ненадолго вернулся во Владивосток, участвовал в работе Приамурского земского собора, но вскоре был вновь вынужден эмигрировать.
6 сентября 1922 года направил телеграмму Высшему Церковному Управлению Заграницей прошение о создании самостоятельной Камчаткой епархии: «Согласно Патриаршего указа 1920 года за № 362 совещание епископов Михаила, Мефодия, Мелетия, Нестора постановило выделить Камчасткую епархию в самостоятельную с присоединением Охотского уезда, входящего в состав Камчатской области. Назначить Охотским викарием с пострижением в монашество <…> протоиерея Даниила Шерстенникова, служившего много лет камчатским кафедральным благочинным, любимого населением, в личной жизни подвижника».
11 сентября того же года, Временный Архиерейский Синод РПЦЗ, рассмотрев данное прошение, постановил: «разрешить и благословить выделить Камчатскую область в самостоятельную епархию с присоединением Охотского уезда в качестве викариатства».
В 1925 году организовал кружок ревнителей и сестричество, в 1927 году учредил Дом милосердия в пригороде Харбина, с 1931 году служил в Скорбященском храме при нём.
В 1933 году возведён в сан архиепископа. Несколько раз совершал паломничества в Святую землю.
Указом Заместителя Патриаршего Местоблюстителя и временного при нём Патриаршего Священного Синода О Карловацкой группе от 22 июня 1934 года № 50 был, в числе прочих «карловацких» епископов запрещён в священнослужении.
Был инициатором строительства в Харбине в 1936 году Часовни-памятника Императору Николаю II и югославскому королю Александру I.
В 1938 году член II Всезарубежного Церковного Собора, организатор Малабарской духовной миссии в Индии и основатель Братства во имя св. ап. Фомы в Лондоне.
В 1938 году посетил Индию по приглашению главы местной яковитской церкви, насчитывавшей около шестисот тысяч человек и возводившей свою историю к одному из учеников Христа, апостолу Фоме. Вёл переговоры о присоединении этих христиан к Русской православной церкви за границей. Этот проект не был реализован из-за начавшейся Второй мировой войны.
В 1941 году награждён бриллиантовым крестом на клобук.
Провел в Харбине Камчатские торжества в честь присоединения в 1643 году Камчатки к России, 200-летия основания Витусом Берингом Петропавловска-Камчатского, 100-летия со дня учреждения самостоятельной Камчатской епархии и 30-летия учреждения Камчатского православного братства.
В 1945 году приветствовал в Харбине Красную армию.
Посетивший Храбин в октябре-ноябре 1945 года епископ Елевферий (Воронцов) писал в своём докладе Патриарху Алексию I: «Архиепископ Нестор хотя и живёт в Харбине, но не участвует в управлении Харбинской епархии и редко приглашается на епископские совещания. Он является управляющим только учреждённым им „Домом Милосердия“, где имеется в его ведении храм во имя иконы Богоматери „Всех Скорбящих Радости“ с его причтом, приют для престарелых и хроников, приют для девочек-сирот, иконописная мастерская и свечное производство. Управление своим причтом архиепископ Нестор все же согласует с харбинскими архипастырями, доводя до сведения их о производимых переменах в составе причта, рукоположениях и награждениях».
27 декабря 1945 года Священный Синод, заслушав доклад епископа Елевферия, постановил считать воссоединёнными с Русской православной церковью с 26 октября 1945 года митрополита Харбинского Мелетия (Герасимова), архиепископа Димитрия (Вознесенского), архиепископа Нестора (Анисимова), архиепископа Виктора (Святина), епископа Ювеналия (Килина) и начальника Корейской миссии архимандрита Поликарпа (Приймака), клир и мирян Харбинской епархии. В пределах Китая и Кореи был образован митрополичий округ с присвоением его главе титула митрополита Харбинского и Восточно-Азиатского. Митрополиту Мелетию по болезни предоставлялся отпуск, в связи с чем временно управлять митрополичьим округом назначался архиепископ Нестор.
11 июня 1946 года Митрополичий округ был преобразован в Восточно-Азиатский экзархат; архиепископ Нестор был назначен Патриаршим Экзархом с возведением в сан митрополита Харбинского и Маньчжурского.

Нестор после ареста. Фотография НКВД. 1948 год.

13 июня 1948 года в кафедральном соборе Харбина духовенство епархии служило молебен перед его отъездом в Москву для участия во Всеправославном совещании. Рано утром в понедельник 14 июня экзарх был задержан китайскими властями. Одновременно с ним были задержаны секретарь Епархиального совета Е. Н. Сумароков, секретарь митрополита Нестора священник Василий Герасимов и монахиня Зинаида (Бридди). 22 июня консульство было информировано о том, что заключённые не подлежат освобождению и депортируются в СССР. 18 ноября 1948 года патриарх Алексий I сообщал председателю Совета по делам РПЦ Г. Г. Карпову о получении им шкатулки с вещами митрополита Нестора, «вплоть до зубного протеза».

### Жизнь в СССР
В Хабаровске митрополит Нестор на суде был обвинён в «активной враждебной деятельность против СССР» — она заключалась в написании книги «Расстрел Московского Кремля» и совершении панихид по убиенным в Алапаевске родственникам семьи императора Николая II. Осуждён 25 декабря 1948 года Особым совещанием при МГБ СССР по статье № 58—3, 58—10 ч. 1 Уголовного кодекса РСФСР. Приговор: 10 лет ИТЛ, считая срок с 5 июля 1948 года.
С 1948 по 10 января 1956 года отбывал срок в Дубровлаге (пос. Явас, Мордовская АССР).
Из записи беседы председателя Совета по делам Русской православной церкви при Совете Министров СССР Георгия Карпова с патриархом Алексием I 17 апреля 1956 года видно, что патриарх имел намерение назначить его на Одесскую кафедру, освободившуюся накануне в связи со смертью архиепископа Одесского Никона (Петина). Против этого возражал Карпов, рекомендовавший назначить туда Бориса (Вика).
18 июля 1956 года назначен митрополитом Новосибирским и Барнаульским. Вступил на кафедру 16 августа. В конце сентября 1956 года, «с целью почтить вновь назначенного на кафедру» митрополита, в Новосибирск прибыли епископ Омский Венедикт (Пляскин) и недавно освобождённый из заключения епископ Иоанникий (Сперанский), бывший Красноярский. 23 сентября они, вместе с викарием Новосибирской епархии епископом Бийским Донатом (Щёголевым), сослужили митрополиту за литургией в кафедральном Вознесенском соборе.
12—13 июля 1958 года возглавил в Иркутске торжества по случаю 40-летия канонизации святителя Иркутского Софрония", участником которой он был, как член Поместного собора 1917—1918 годов. К этой дате составил «Молитву ко святителю Иркутскому Софронию, всея Сибири чудотворцу».
Выступал против закрытия храмов; несмотря на болезнь, много ездил по епархии, посещая отдалённые приходы. Принимал в епархию бывших узников лагерей, а также монашествующих, тайно постриженных в «катакомбной церкви». 8 сентября 1958 года после отказа закрыть храм в Новосибирске освобождён от управления епархией с увольнением на покой (одновременно с архиепископом Венедиктом (Поляковым) и с одинаковой формулировкой − без указания «по прошению» или «по болезни»).
С 9 декабря 1958 года — митрополит Кировоградский и Николаевский. Продолжал проявлять стойкость в отстаивании храмов, защите прав верующих. Переписывался с владыкой Афанасием (Сахаровым), своим другом, вместе с которым находился в мордовских лагерях.
17 октября 1962 года престарелый архипастырь приехал в Москву для операции, но в день приезда у него произошло кровоизлияние в мозг, в результате чего последовала тихая и мирная кончина (22 октября/4 ноября 1962 года, в праздник Казанской иконы Божией Матери). Владыка умер вдали от своей паствы, тем не менее 24 октября/6 ноября 1962 года (празднование иконы Божией Матери «Всех Скорбящих Радосте»), в день его погребения, в храме подворья Троице-Сергиевой лавры в Переделкине собрались много хорошо знавших его людей, чтобы проводить в последний путь новопреставленного архипастыря. Заупокойную литургию и отпевание совершил архиепископ Можайский Леонид (Поляков) в сослужении местного духовенства. В конце отпевания к гробу подошел патриарх Алексий и произнёс краткое надгробное слово, а затем прочитал разрешительную молитву и простился с почившим. Подняв на свои рамена гроб с прахом владыки, священнослужители совершили крестный ход вокруг храма при пении ирмосов «Помощник и Покровитель».
В ограде переделкинского храма в честь Преображения Господня, за алтарём, — могила святителя Нестора. На кресте из белого мрамора выбито: «Христос Воскресе!»

## Наследие и память

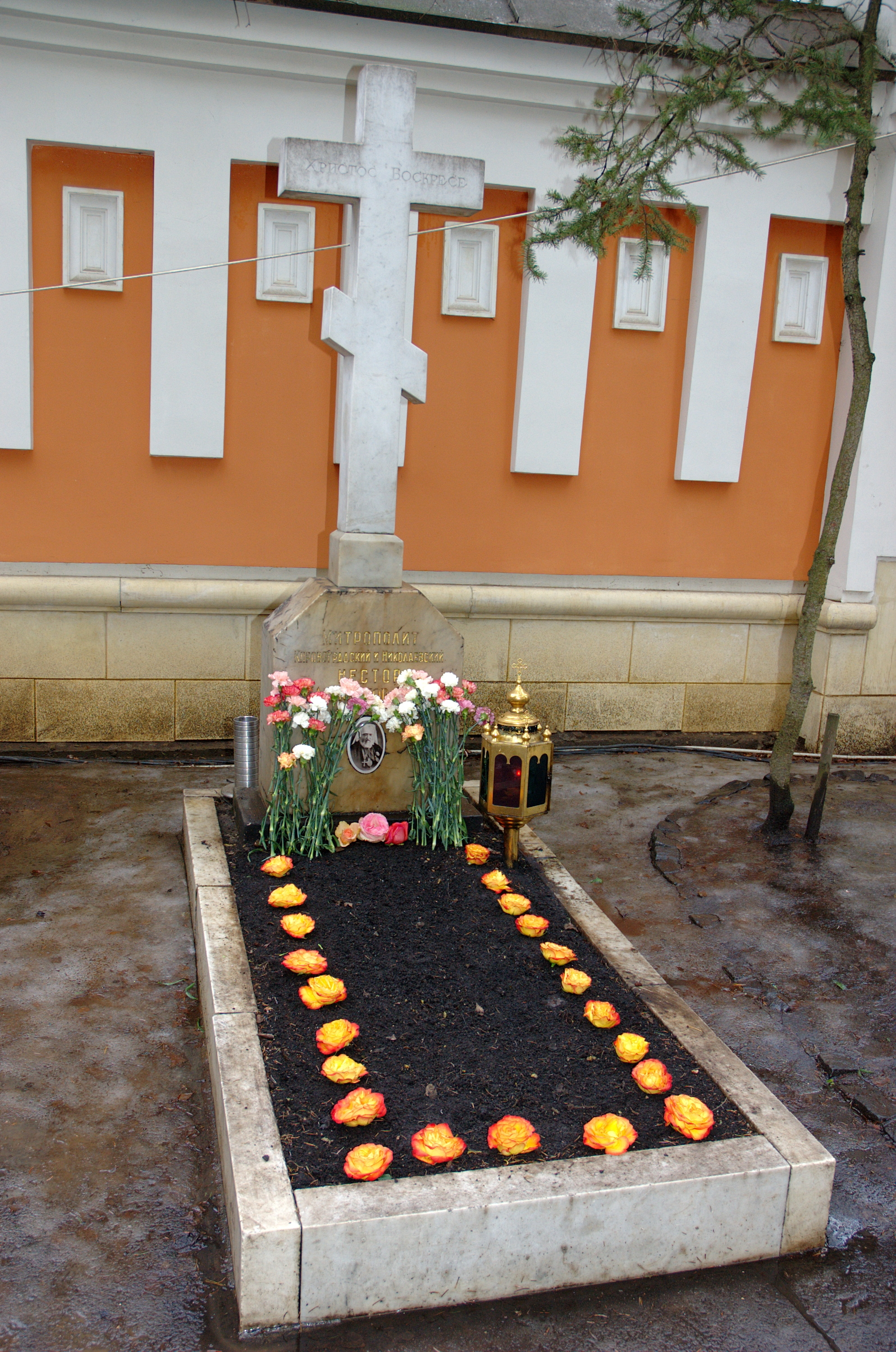
Могила митрополита Нестора в Переделкине

В 2010 году Петропавловской и Камчатской епархией к освящению собора Святой Живоначальной Троицы была разработана и изготовлена епархиальная медаль митрополита Нестора (Анисимова) трёх степеней.
По отзыву епископа Петропавловского и Камчатского Артемия (Снигура),

будучи ещё иеромонахом, оставил большой след в жизни Камчаткого полуострова. Он организовал Православное братство в честь Спаса Нерукотворного, которое занималось сбором средств для строительства приходских храмов, школ и больниц на севере Камчатки. Его трудами на севере Камчатского полуострова была организована общинная жизнь. Для Камчатки фигура митрополита Нестора очень значима. Его опыт по устройству приходской жизни используется нами и сейчас. Епархия также собирает средства для покупки храмов на материке и доставляет их на север Камчатки; в этом [2014] году было принято решение о возрождении Камчатского Православного братства.
С 2000 года А. И. Белашов ведёт работу по сбору материалов для канонизации Священным Синодом этого выдающегося миссионера и патриота России. На данный момент более половины работы уже проделано.

## Труды
- Письмо к архиеп. Иннокентию (Фигуровскому) // ГАРФ. Ф. Р-6343. Д. 233. Л. 55.
- Воззвание о помощи жертвам наводнения // Владивостокские епархиальные ведомости. 1907. № 24.
- Из Камчатки // Владивостокские епархиальные ведомости. 1909. № 5-7, 10-12, 23-24.; 1910. № 2, 5.
- Записки камчатского миссионера // Православный благовестник. 1909. № 1/2, 12.; 1910. № 1-3, 5.
- Речь при открытии Камчатского братства; Слово к паломникам-богомольцам и к братии Свято-Троицкого Уссурийского монастыря // Владивостокские епархиальные ведомости. 1910. № 19-21.
- Православие в Сибири. — СПб., 1910.
- Открытие мощей свт. Иоасафа; К пребыванию в Европейской России // Владивостокские епархиальные ведомости. 1911. № 21, 23-24.
- Из жизни камчатского миссионера и записки из дневника иеромонаха Нестора. — СПб., 1912.
- Послание к камчатской пастве // Камчатский листок. 1917. № 790.
- Расстрел Московского Кремля (27 октября — 3 ноября 1917 г.). — М., 1918 (Токио, 1920; М., 1995).
- Слово на молебне при закрытии Съезда представителей несоциалистического населения в гор. Владивостоке // Двуглавый орел. Берлин, 1921. № 17.
- Светлой памяти доброго пастыря; На ниве Божией; Божия благодать; Письмо маленьким друзьям; К второй годовщине светлой памяти еп. Ионы // Хлеб небесный. 1927. № 3-4, 9, 12.
- Светлой памяти доброго пастыря; Благодарность; Письмо к архимандриту Ювеналию // Хлеб небесный. 1928. № 8-9, 12.
- Житие святителя Иннокентия. — Харбин, 1931.
- Облик женщины при свете христианства. — Шанхай, 1932 (2-е изд. Белград, 1933).
- Харбин — Маньчжурия. — Белград, 1933.
- Житие святителя Арсения. — Харбин, 1934.
- Старая Русь. — Харбин, 1934.
- Египет, Рим, Бари. Архивная копия от 26 октября 2020 на Wayback Machine — Шанхай, 1934.
- Очерки Дальнего Востока. — Белград, 1934.
- Святая Земля. — Харбин, 1935.
- Очерки Югославии: Впечатления путешественника. — Харбин: Обитель милосердия. — 1935. — 67 С.
- Часовня — памятник памяти Венценосных Мучеников в г. Харбине. Харбин, 1936.
- Смута в Киеве и мученичество митрополита Владимира в 1918 г. (По личным воспоминаниям). Харбин, 1937.
- Митрополит Антоний (Биографический очерк). Харбин, 1938.
- Личные воспоминания о прославлении мощей свт. Иоасафа Белгородского. Харбин, 1939.
- Святейший Патриарх Гермоген. Харбин, 1940.
- Женщина-христианка в свете правды, любви и красоты // Хлеб небесный. 1940. — № 5.
- Обращение [к Патриарху Алексию]; Приветственное слово победоносному воинству Красной Армии; Слово на молебне по случаю победы над Японией и установления мира во всем мире // Журнал Московской Патриархии. 1945. — № 10-11.
- Слово на молебне в г. Харбине 19 августа по случаю победы над Японией и установления мира во всем мире // Журнал Московской Патриархии. М., 1945. — № 11. — С. 27-28.
- Приветственное слово победоносному воинству Красной Армии на митинге 2 сентября в г. Харбине // Журнал Московской Патриархии. М., 1945. — № 11. — С. 29-31
- Пасхальное приветствие // Журнал Московской Патриархии. М., 1946. — № 6. — С. 59.
- Радостная Пасха [в колонии прокаженных] // Журнал Московской Патриархии. М., 1956. — № 6. — С. 41-42.
- Пока не поздно // Журнал Московской Патриархии. М., 1961. — № 4. — С. 42-43.
- Мои воспоминания: Материалы к биографии, письма / Подгот. текста и публ. М. И. Одинцова, — М.: Крутицкое Патриаршее подворье, 1995.
- Моя Камчатка. Записки православного миссионера. М., 1995.
- Вернувшийся домой: Жизнеописание и сборник трудов митрополита Нестора (Анисимова) : В 2 т. том 1 Архивная копия от 20 сентября 2020 на Wayback Machine, том 2 Архивная копия от 1 декабря 2020 на Wayback Machine / Авт.-сост. О. В. Косик. — М.: Изд-во ПСТГУ, 2005.
- Воззвание к казачеству // Баконина С. Церковная жизнь русской эмиграции… М., 2014.